# Lafayette (Louisiana)
Lafayette település az Amerikai Egyesült Államok Louisiana államában, Lafayette megyében, melynek megyeszékhelye is. Lakosainak száma 121 374 fő (2020. április 1.).

## Népesség
A település népességének változása:

| 2010 | 120 623 |
| 2020 | 121 374 |